# Bocayna Express
Die Bocayna Express ist eine Katamaran-Schnellfähre der Reederei Fred. Olsen Express. Sie wird seit Ende 2003 im Linienverkehr zwischen Playa Blanca auf Lanzarote und Corralejo auf Fuerteventura eingesetzt.
Das Schiff ist mit der Baunummer 196 von der australischen Austal Ships Pty Ltd gebaut und am 7. September 2003 abgeliefert worden. Benannt ist die Bocayna Express nach der Meerenge, die sie überquert. Der Katamaran wird von vier Schiffsdieselmotoren der Typen MAN B&W 18VP185 und 12VP185 angetrieben, die jeweils auf einen Wasserstrahlantrieb von KaMeWa wirken. Mit einer Antriebsleistung von 14.000 kW wird eine Geschwindigkeit von 31 Knoten erreicht. Für die etwa acht Seemeilen lange Überfahrt benötigt die Bocayna Express lediglich 15 Minuten.
Die Bocayna Express ist für 436 Passagiere und bis zu 69 Personenkraftwagen ausgelegt. Das Fahrzeugdeck hat eine Länge von 110 Spurmetern, eine Höhe von 4,6 m und kann über eine Bugrampe und eine Heckklappe be- oder entladen werden.